# セドリック・カーン
セドリック・カーン（Cédric Kahn、1966年6月17日 - ）はフランス出身の映画監督・脚本家・俳優である。

## 来歴
パリ高等映画学院で学び、脚本を書いていたが24歳で映画監督としてデビュー。第二作目の『Trop de bonheur（幸せ過ぎて）』でジャン・ヴィゴ賞およびカンヌ国際映画祭のユース賞を受賞した。

## フィルモグラフィー
- 1992年：鉄道バー Bar des rails 脚本 ※長編デビュー作 ヴェネツィア国際映画祭批評家週間に正式出品
- 1993年：おせっかいな天使 Les Gens normaux n'ont rien d'exceptionnel 脚本（監督：ローランス・フェレラ・バルボザ）
- 1994年：幸せ過ぎて Trop de bonheur 監督・脚本 ※ジャン・ヴィゴ賞
- 1998年：倦怠 L'Ennui 監督・脚本
- 2001年：ロベルト・スッコ Roberto Succo 監督・脚本
- 2005年：チャーリーとパパの飛行機 L'Avion 監督・脚本
- 2009年：リグレット Les regrets 監督・脚本 ※日本劇場未公開
- 2012年：よりよき人生 Une vie meilleure 監督・脚本
- 2014年：ワイルド・ライフ Vie sauvage 監督・脚本 ※日本劇場未公開
- 2015年：アナーキスト 愛と革命の時代 Les anarchistes 出演（監督：エリー・ワジェマン（フランス語版））
- 2016年：おとなの恋の測り方 Un homme à la hauteur 出演（監督：ローラン・ティラール）